# Eduardo Umaña Mendoza
José Eduardo Umaña Mendoza (Bogotá, 22 de noviembre de 1946-Ibídem, 18 de abril de 1998) fue un intelectual, profesor universitario y abogado colombiano reconocido como defensor de los derechos humanos y de los derechos de los pueblos autóctonos.

## Biografía
Fue hijo del abogado y sociólogo Eduardo Umaña Luna y de Graciela Mendoza. 

### Estudios
Estuvo ligado como su familia con la Universidad Nacional de Colombia, estudió Derecho en la Sede Principal de la Universidad Libre (Colombia) de donde se graduó en 1977. Se desempeñó como profesor de Instituciones políticas y de Derecho constitucional colombiano en la Universidad Externado de Colombia.

### Carrera como abogado y defensor de derechos humanos
Hacía parte de un grupo dedicado a realizar el estudio jurídico del asesinato de Jorge Eliécer Gaitán, ocurrido el 9 de abril de 1948.
En junio de 1987 Eduardo Umaña Mendoza realizó una intensa actividad de sensibilización y denuncia en Europa sobre la situación de violación sistemática a los derechos humanos en Colombia. Sus análisis se escucharon en numerosos recintos; fueron muchos sus auditorios, y diversos los frutos de ese trabajo.
Uno de sus logros más importantes fue la defensa a las víctimas del genocidio de la Unión Patriótica, y al Partido Comunista Colombiano, por parte de grupos pertenecientes al paramilitarismo en Colombia de extrema derecha.
Como abogado defendió por muchos años a los sectores populares con resuelta decisión: En la década de los 80 asumió la defensa de los 300 guerrilleros del M-19 durante los consejos de guerra donde denunció los abusos y las torturas hacia los guerrilleros y de las familias de las víctimas de la desaparición forzada en la Retoma del Palacio de Justicia por parte del Ejército Nacional (6 y 7 de noviembre de 1985) siendo el primer jurista que afirmara y probara de que se capturaron torturaron y asesinaron civiles en los hechos de la retoma; tomo las investigaciones por las desapariciones de Luis Fernando Lalinde, miembro de la Juventud Comunista Colombiana y Nydia Erika Bautista militante civil del M-19.
Durante la década de los noventa tomo también la investigación por el asesinato del ex-comandante de M-19 Carlos Pizarro Leongomez y la desaparición de su colega abogado Alirio Pedraza Becerra. En esa década fue un aguerrido defensor de los trabajadores que fueron reprimidos judicialmente por resistir al proceso de entrega de los recursos naturales a las multinacionales, como en los casos de los Sindicatos de la Unión Sindical Obrera (USO, de la Empresa Colombiana de Petroleos (Ecopetrol), la Empresa Nacional de Telecomunicaciones (TELECOM), y la Empresa de Telecomunicaciones de Bogotá así como de las personas que eran incriminadas bajo la jurisdicción de la justicia sin rostro (sistema judicial que se creó en 1990 para proteger a los jueces que tuvieran a cargo procesos contra jefes del narcotráfico y del que Umaña Mendoza fue un duro crítico); emprendió el estudio del caso por el magnicidio del caudillo colombiano Jorge Eliecer Gaitán manifestando la participación de la Central de Inteligencia Norteamericana en el hecho; hizo parte de una de las delegaciones internacionales para defender la amenazada vida del líder de la guerrilla peruana Sendero Luminoso en 1993, Abimael Guzmán, durante el régimen de Alberto Fujimori, y otros líderes senderistas de quienes se exigían la pena de muerte debido a su autoría intelectual en la campaña actos de terrorismo de su grupo guerrillero contra la población civil peruana al cual denominó "guerra popular" ; fue el abogado defensor de un grupo de dominicanos detenidos injustamente por el Estado colombiano acusados de ser militantes internacionales de las FARC-EP hasta lograr su absolución; fue el abogado de Marcela Vázquez Pombo, novia del fallecido actor de televisión colombiana Diego Álvarez (muerto en extrañas circunstancias en abril de 1993) quien fuera acusada sin pruebas por la Fiscalía del supuesto crimen de su novio hasta su absolución; también junto con sus colegas de oficio como Jorge Eliecer Molano y el sacerdote Javier Giraldo compusieron la comisión intereclesiástica para esclarecer la Masacre de Trujillo e impulsar el decreto que tipificara la desaparición forzada como delito. Representó en decenas de oportunidades los casos más controvertidos de injusticia, siempre en defensa del cumplimiento de los derechos humanos.

## Asesinato
El 18 de abril de 1998, dos hombres y una mujer al servicio de la banda La Terraza (en ese tiempo, la organización sicarial más peligrosa del país al servicio de las Autodefensas Unidas de Colombia, AUC), haciéndose pasar por periodistas, entraron en su oficina tras encerrar a su secretaria en un cuarto. Ante la negativa de irse con sus victimarios, le dispararon.
Su frase de siempre cuando recibía las amenazas de muerte era:

"Más vale morir por algo, que vivir por nada"

El crimen ocurrió tan solo dos meses después del asesinato de su colega, el también reconocido defensor de Derechos Humanos Jesús María Valle en Medellín.  
Por este hecho solo ha sido condenado el jefe paramilitar Carlos Castaño Gil como autor intelectual del crimen. En 2009, Salvatore Mancuso confesó la autoría de los paramilitares en el crimen, y en 2015 según declaraciones de Diego Fernando Murillo Don Bernael mismo Castaño había dado la orden a la banda La Terraza de asesinar al abogado, y aunque no dio más detalles con respecto al crimen, también afirmó la participación de oficiales de inteligencia militar en el crimen.   
La declaración más explícita frente al caso, ha sido la del paramilitar Francisco Villalba, quien afirmó en reiteradas ocasiones haber visto un listado de personas declaradas objetivo militar de las AUC, en las cuales se encontraban el nombre de Eduardo Umaña Mendoza, así como el de Jesús María Valle y del mismo Jaime Garzón. Dicho listado, había salido de reuniones clandestinas celebradas en la Hacienda la 21, Carolina y Guacharacas (las dos últimas, fincas de propiedad de la familia del entonces gobernador de Antioquia Álvaro Uribe Vélez) entre los que se encontraban el mismo Carlos Castaño con altos mandos militares como Carlos Ospina Ovalle y Rito Alejo del Río y  el entonces secretario de la Gobernación de Antioquia Pedro Juan Moreno. Villalba fue asesinado dentro de la cárcel poco después de haber dado dicha declaración.   
Su muerte junto con la Jaime Garzón y del senador Manuel Cepeda Vargas quedó bajo investigación de la Corte Penal Internacional por tratarse de un crimen de estado ya que al igual que Garzón y Cepeda, Mendoza denunció algunos hechos de violación de derechos humanos en Colombia.  
Tiempo antes de su asesinato Umaña Mendoza denunció ante medios nacionales e internacionales un complot para asesinarlo que estaba siendo orquestado en su momento por la dirección ejecutiva de Ecopetrol, funcionarios de la unidad de la justicia sin rostro de la Fiscalía General de la Nación y miembros de la Brigada 20 del Ejército Nacional (una unidad de inteligencia militar que desapareció en mayo de 1998 tras comprobarse que había sido responsable de numerosos asesinatos y desapariciones forzadas y del que se rumoreaba orquesto el magnicidio del político conservador Álvaro Gómez Hurtado) debido al haber asumido la defensa de 3 líderes sindicales de la petrolera a quienes acusaron de propiciar sabotajes a las estructuras petroleras al nombre del ELN y haber descubierto la conspiración de la clonación de los testigos sin rostro que hacían los funcionarios judiciales bajo órdenes de la inteligencia militar; además de haber tomado la investigación por la muerte del excomandante del Comando Ricardo Franco-Frente Sur Hernando Pizarro Leongómez aludiendo de que el acusado por el crimen, un funcionario de la Fiscalía fue inculpado mediante testigos manipulados por la inteligencia militar.
El crimen fue declarado en septiembre de 2016 por la Fiscalía como delito de lesa humanidad, junto con el crimen de Jaime Garzón, por lo que su investigación no prescribirá.
La Comisión Interamericana de Derechos Humanos (CIDH), admitió el estudio de su caso en 2021.

## En la cultura popular
La serie  La mujer del presidente de 1997, realizó varias referencias a los casos judiciales en los que Eduardo Umaña Mendoza había Trabajado por años, lo cual se intentó mostrar como un claro ejemplo de la sistemática violaciones de Derechos Humanos en las cárceles, la persecución y los montaje judiciales hechos desde el sistema de Justicia sin Rostro. El capítulo final de la novela se hizo en homenaje a Umaña Mendoza por parte de sus libretistas Mauricio Navas y Mauricio Miranda.
En 2013, el programa Hagamos Memoria del Canal Capital bajo la administración del entonces Alcalde de Bogotá Gustavo Petro dedicó un capítulo especial en su memoria. 
Es mencionado en el capítulo 7 la segunda temporada de La serie web Matarife (serie web) titulado "Buenos Muertos", en el cual el narrador y productor de la serie Daniel Mendoza Leal acusa públicamente al exgobernador de Antioquia y expresidente de la Colombia Álvaro Uribe Vélez de ser uno de los autores intelectuales de su asesinato, junto con los del ministro de Justicia Rodrigo Lara Bonilla, del director del periódico El Espectador Guillermo Cano Isaza, los esposos Mario Calderón y Elsa Alvarado, Jesús María Valle y Jaime Garzón.

## Homenajes
- El IED Eduardo Umaña Mendoza, en la localidad de Usme (Bogotá)
- La plaza Eduardo Umaña Mendoza, en la localidad de Santa Fe (Bogotá)